# پشت تنگ گل‌گل
پشت تنگ گل‌گل، روستایی از توابع بخش فیروزآباد شهرستان سلسله در استان لرستان ایران است. زبان مردم این روستا لکی است.

## جمعیت
این روستا در دهستان فیروزآباد قرار دارد و بر اساس سرشماری مرکز آمار ایران در سال ۱۳۹۵، جمعیت آن ۷۷ نفر بوده که ۴۱ نفر مرد و ۳۶ نفر زن بوده اند. روستای پشت تنگ گل گل دارای ۲۵ خانوار می باشد.